# Miguel Treviño Morales
Pour les articles homonymes, voir Morales.
Miguel Treviño Morales, né le 18 novembre 1970 à Nuevo Laredo, est un narcotrafiquant mexicain.
À partir d'octobre 2012, Miguel Treviño Morales est présenté comme le chef du cartel de los Zetas après la mort de Heriberto Lazcano. Il est capturé en juillet 2013 à Nuevo Laredo par l'armée mexicaine de la Naval Infantry Force (en).
Des récompenses de plusieurs millions de dollars avaient été émises par le gouvernement mexicain et par le Département d'État des États-Unis pour toutes informations menant à son arrestation.
Il a été incarcéré à la prison fédérale de haute sécurité d'Altiplano (en). Il est incarcéré dans une prison du Chiapas depuis 2021.